# Францишкув (Жирардовський повіт)
Францишкув (пол. Franciszków) — село в Польщі, у гміні Віскітки Жирардовського повіту Мазовецького воєводства.
Населення — 680 осіб (2011).
У 1975—1998 роках село належало до Скерневицького воєводства.

## Демографія
Демографічна структура станом на 31 березня 2011 року:
|          | Загалом | Допрацездатний вік | Працездатний вік | Постпрацездатний вік |
| -------- | ------- | ------------------ | ---------------- | -------------------- |
| Чоловіки | 328     | 79                 | 226              | 23                   |
| Жінки    | 352     | 94                 | 206              | 52                   |
| Разом    | 680     | 173                | 432              | 75                   |